# Corynactis californica
 Corynactis californica  - gatunek koralowca występujący u zachodnich wybrzeży Ameryki Północnej od amerykańskiego stanu Waszyngton do meksykańskiego stanu Kalifornia Dolna.

## Wygląd
Czerwony koralowiec dorastający do wielkości 2,5 cm.

## Tryb życia
Corynactis californica żyje w wodzie o głębokości powyżej 50 metrów. Kolonie osadzone na kamienistym podłożu mogą liczyć do 3000 osobników na metr kwadratowy.  Koralowiec rozmnaża się przez podział i pączkowanie.